# Nomosphecia scutellata
Nomosphecia scutellata är en stekelart som först beskrevs av Gupta 1962.  Nomosphecia scutellata ingår i släktet Nomosphecia och familjen brokparasitsteklar.

## Underarter
Arten delas in i följande underarter:
- N. s. samarensis
- N. s. marjoriae
- N. s. davidi